# Resurrección (Cecco del Caravaggio)
La Resurrección de Cecco del Caravaggio, pintor italiano del Barroco, es el único cuadro que se sabe con certeza que es suyo. Fue encargado en 1619 por Piero Guicciardini, embajador del Toscano en Roma.  Mediante el uso de luces fuertes y sombras profundas alternadas, el claroscuro destaca la vivacidad de la escena dramática. El cuadro, una de las obras más notables de Cecco, se encuentra en la colección permanente del Instituto de Arte de Chicago.

## Historia y descripción
El cuadro representa el momento de la Resurrección tal como se describe en el Evangelio de Mateo 28;2:

Hubo un violento terremoto, pues un ángel del Señor bajó del cielo y,

yendo al sepulcro, hizo rodar la piedra y se sentó sobre ella. Y su aspecto era como un rayo

y su ropa tan blanca como la nieve. Los guardias se estremecieron de miedo y quedaron como muertos.

La obra de arte es una pintura a gran escala destinada a la devoción privada. Fue encargada en 1619 por Piero Guicciardini, embajador de la Toscana en Roma, para su capilla privada en Iglesia de Santa Felicita, en Florencia. Terminada en 1620, la pintura fue rechazada por Guicciardini, y nunca llegó a Florencia (donde fue sustituida por una pintura mediocre de Antonio Tempesta). Más tarde fue adquirida para su colección por el cardenal Francesco Barberini, que era un exigente mecenas de las artes. El cuadro ha sido descrito como una "obra de arte poderosa y estéticamente agradable".
El cuadro representa la resurrección en una compleja composición de cuerpos retorcidos ante un fondo oscuro. Cristo flota sobre la escena arrodillado sobre una nube, sosteniendo un estandarte en su mano izquierda, mientras que el ángel que levantó la lápida está de perfil girando la cabeza victoriosamente hacia el espectador. Los soldados encargados de custodiar el sepulcro están dispersos alrededor. El uso que hace el artista de los colores fuertes y claros, combinado con los tonos apagados y suavizados de los matices, crea un equilibrio general entre las variaciones de sombra y luz típicas de la pintura barroca.
Desde 1934 se encuentra en el Instituto de Arte de Chicago, como parte de la Colección Charles H. y Mary F. S. Worcester.